# Hotel d’Europe (Warschau)

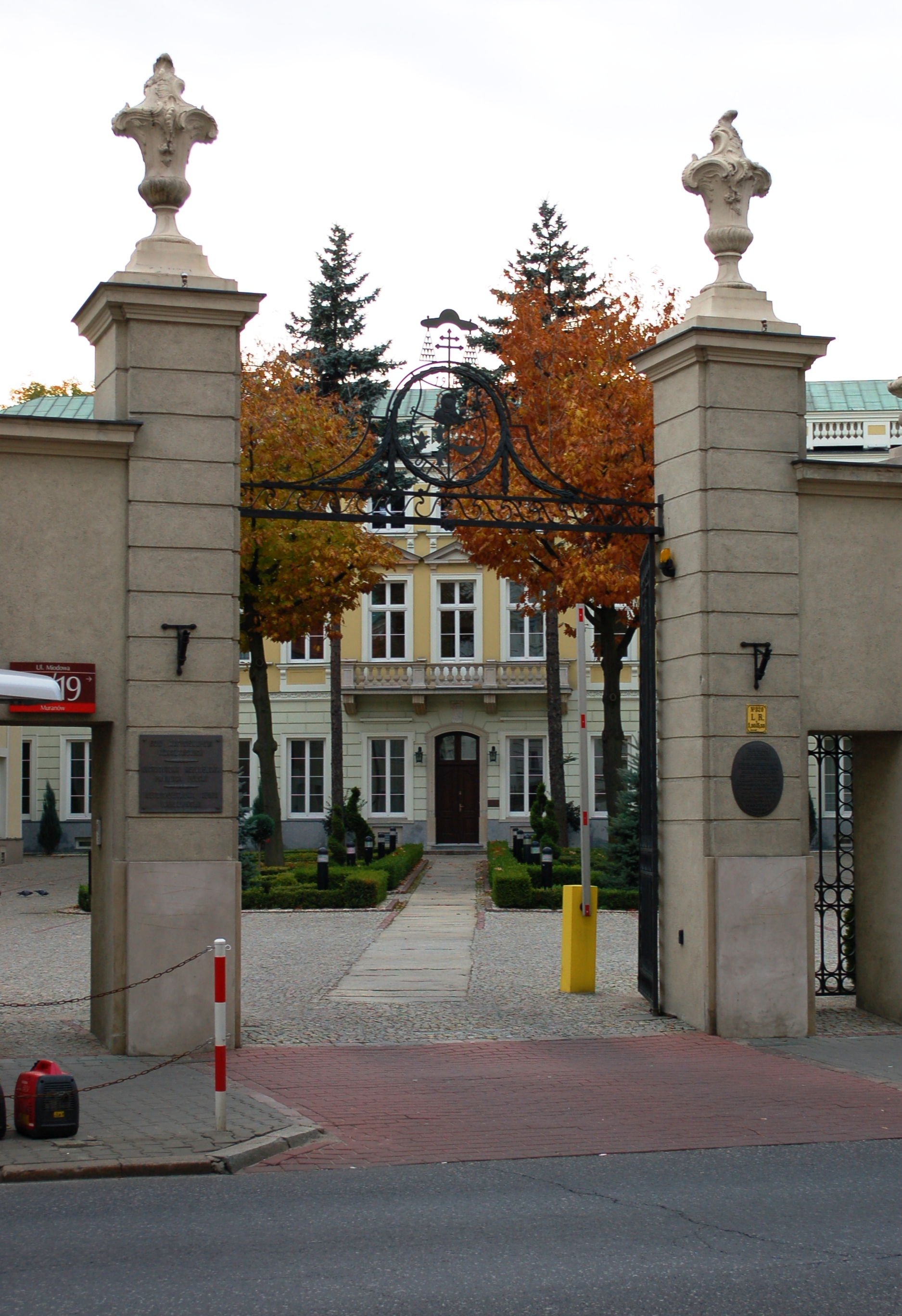
Eingang zum Palastkomplex heute

Das Hotel d’Europe in der Ulica Miodowa 17/19 bestand in den 1820er Jahren im heutigen Warschauer Innenstadtdistrikt. Es ist nicht mit dem sehr viel größeren und bedeutenderen Hotel Europejski zu verwechseln.
Das Hotel d’Europe wurde vermutlich im Jahr 1821 in Teilen des Borch-Palastes eingerichtet. Zu dem Zeitpunkt gehörte der Palast der Familie Kerner. 1830 wurde der Hotelbetrieb wieder eingestellt. Zeitweilig war in einigen Räumen des Hotels die russische Gesandtschaft untergebracht. Es ist unklar, ob der Franzose Szymon Chovot das Hotel betrieb. Sicher ist, dass er das dort etablierte und bekannte Restaurant leitete, nachdem er ein vormals von ihm geführtes im Frascati-Palast aufgegeben hatte. Seine Kunden stammten aus dem polnischen, häufig ländlichen Adel, der hier in großer Anzahl einkehrte, obwohl er die auf Französisch verfasste Speisekarte oft gar nicht lesen konnte.
Zu den prominenten Hotelgästen gehörten Walerian Skorobohaty Krasiński, Kazimierz Brodziński, Stefan Witwicki und Joachim Lelewel.
Bereits vor Gründung des Hotels und Restaurants war der Borch-Palast für seine Delikatessen bekannt. Von 1800 bis 1810 gehörte er dem Konditor und Süßwarenproduzenten Ludwik Nesti, der hier eine Konditorei (vermutlich mit angeschlossenem Restaurant) betrieb.